# Montepaone
Montepaone (Muntipaùna in calabrese) è un comune italiano di 5 791 abitanti della provincia di Catanzaro in Calabria. La sua frazione marina, Montepaone Lido, è una rinomata destinazione balneare.

## Geografia fisica

### Territorio
Arroccato come un vecchio castello medievale sulla cima di una collina, s'affaccia sullo scenario limpido del mar Jonio tra Copanello e Soverato.
È riconoscibile a distanza dai due alti campanili che svettano in testa alle due navate laterali della chiesa parrocchiale, sul punto più alto del paese.

### Clima
Il clima del comune di Montepaone è di tipo mediterraneo con inverni miti ed estati calde. Il vento prevalente è lo scirocco.
| Mese                | Mesi | Mesi | Mesi | Mesi | Mesi | Mesi | Mesi | Mesi | Mesi | Mesi | Mesi | Mesi | Stagioni | Stagioni | Stagioni | Stagioni | Anno |
| Mese                | Gen  | Feb  | Mar  | Apr  | Mag  | Giu  | Lug  | Ago  | Set  | Ott  | Nov  | Dic  | Inv      | Pri      | Est      | Aut      | Anno |
| ------------------- | ---- | ---- | ---- | ---- | ---- | ---- | ---- | ---- | ---- | ---- | ---- | ---- | -------- | -------- | -------- | -------- | ---- |
| T. max. media (°C)  | 13   | 13   | 15   | 19   | 24   | 28   | 31   | 31   | 28   | 22   | 17   | 14   | 13,3     | 19,3     | 30       | 22,3     | 21,3 |
| T. min. media (°C)  | 1    | 3    | 5    | 7    | 11   | 16   | 18   | 19   | 16   | 12   | 3    | 1    | 1,7      | 7,7      | 17,7     | 10,3     | 9,3  |
| Precipitazioni (mm) | 46   | 53   | 63   | 36   | 34   | 27   | 27   | 25   | 36   | 60   | 74   | 73   | 172      | 133      | 79       | 170      | 554  |

## Origini del nome
Il suo nome deriva dal latino Mons Pavonis, cioè Monte del Pavone, probabilmente perché un tempo, come si racconta, si allevavano i pavoni.

## Storia

### Dalle origini al medioevo
È parere degli storici calabresi che Montepaone sorse sulle rovine dell'antica Aurunco.
Si narra che Montepaone sorgesse nell'odierna Contrada Runci, a metà strada tra l'attuale centro e Montepaone Lido; proprio qui si trovano degli antichi ruderi del monastero di San Nicola.
Non si sa con certezza quale sia la data di fondazione di Aurunco ma si formulano alcune ipotesi che vogliono Aurunco fondata dalla popolazione degli Aurunci laziali arrivati fin qui e stanziatisi nella piana compresa tra Montepaone Lido e Pietragrande, accanto alla piana di Sajnaro o Sanguinario (confinante, a sud, con il torrente Beltrame).
Qui si affrontarono, in una sanguinosa battaglia, Annibale e i consoli romani Marco Claudio Marcello e Tito Quinzio Crispino durante la seconda guerra punica.
Lo storico Giovanni Domenico Tassone ci porta notizia di un documento nel quale si parla dei beni attribuiti alla certosa di Serra San Bruno e afferma che:
«Quel casale, ossia la terra di Monte Pavone, un tempo Arunco fu dato in successione e che in seguito gli abitanti si trasferirono in un luogo più elevato per difendersi dalle incursioni dei Turchi.»
Altre testimonianze ci vengono dalle scritture dello storico cappuccino Giovanni Fiore da Cropani che scrive:
«Un uomo vecchio, qual vantava un'età d'anni cento fece una deposizione al Regio Fisco nella quale affermava che l'oggidì Monte Pavone fosse l'antico Arunco.»
Di Montepaone con il suo nome attuale si comincia ad avere notizia a partire dall'anno 1094 quando il conte Ruggero il Normanno cedette alla Certosa di San Bruno tre villaggi: Arunco — l'odierno Montepaone, Montauro ed Olibano — l'odierna Gasperina.

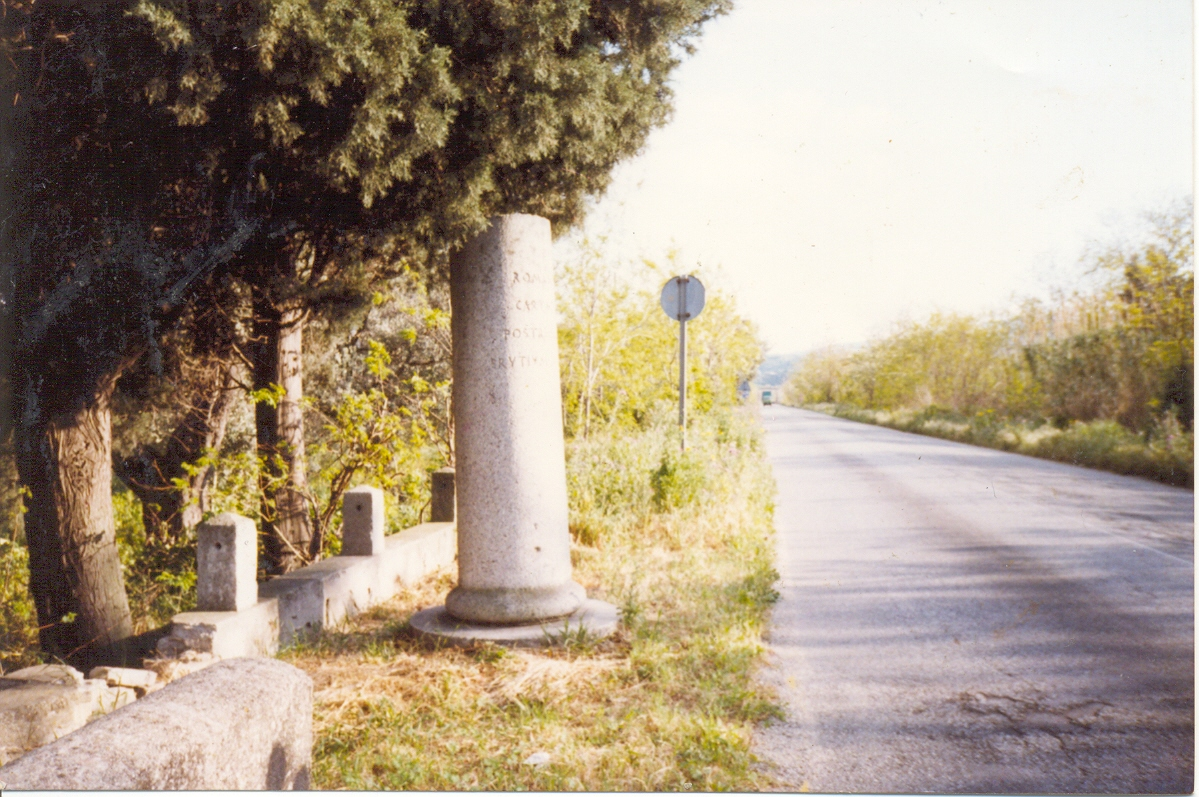
Colonna d'Annibale

Da questo momento in poi si sentirà parlare sempre di Montepaone e non più di Aurunco o Monte Pavone.
Interessante per determinare la veridicità della storia di Annibale, potrebbe essere il ritrovamento, nell'ottobre 1951 dopo un'alluvione, in una voragine apertasi nel letto del fiume Grizzo, una grande anfora d'argilla contenente un teschio umano appartenente ad un uomo importante ucciso in battaglia e decorato all'onore militare. Gli storici del periodo pensarono che il teschio fosse quello del console Marcello.
Naturalmente è difficile stabilire quale sia la verità a tutti gli effetti; sappiamo però che i soldati romani chiamavano il fiume Grizzo Milites ("soldati") perché qui erano rimasti uccisi molti loro compagni, chissà se fra questi non ci fosse anche il console Marcello.
A Montepaone Lido si conserva ancora oggi, sulla ex SS 106, la parte di una colonna che testimonia la battaglia avvenuta.

### Era moderna

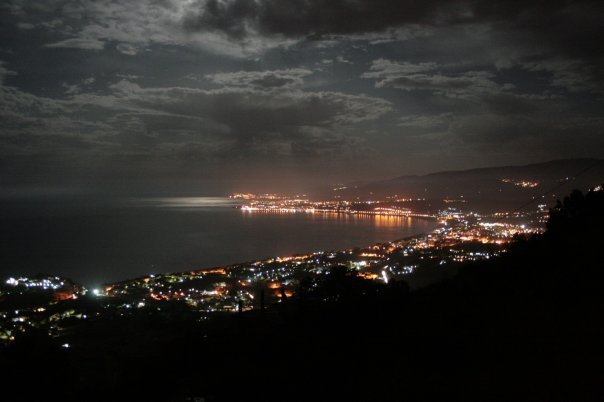
Visuale notturna

Nel 1594 Montepaone subì un'incursione da parte dei Saraceni di Sinan Bascià Cicala che, convertitosi all'Islam, mise a ferro e fuoco molti paesi sulla costa ionica.
Si racconta che i Saraceni, oltre a commettere razzie e distruggere tutto, rubarono la campana della chiesa matrice, ma quando la nave salpò a poche centinaia di metri dalla riva affondò.
Ricordati, non solo dai Montepaonesi, sono i terremoti del 5 novembre 1659 e del 5 febbraio 1783.
Dopo entrambi i terremoti il paese ne uscì con gravi danni calcolati allora in 3000 ducati.
Durante il terribile terremoto dell'8 marzo 1783 si verificò anche un maremoto, che durò tutta la notte, seguito da una scossa sentita su tutto il litorale; a Montepaone non ci furono né vittime né danni, pare che la popolazione avesse fatto voto alla Madonna Immacolata ed ancora oggi, l'8 marzo, si festeggia la Madre di Gesù.
Nel 1799 ci fu la breve parentesi della Repubblica Partenopea e Montepaone venne dichiarata Comune nel Cantone di Catanzaro.
Nel 1875 iniziò lo sviluppo della frazione Montepaone Lido (allora chiamata Muscettola), ad opera di cinque famiglie provenienti dai comuni limitrofi di Montauro e Gasperina, attirate dalla possibilità di creare facilmente attività economiche grazie alla facilità di scambi data dalla creazione della nuova stazione ferroviaria di Montauro (oggi stazione di Montepaone-Montauro).

### Simboli
Lo stemma e il gonfalone sono stati concessi con DPR del 27 aprile 1978.
Il gonfalone è un drappo troncato di verde e di bianco riccamente ornato di ricami d'argento e caricato dello stemma con la iscrizione centrata in argento: Comune di Montepaone.

## Monumenti e luoghi d'interesse

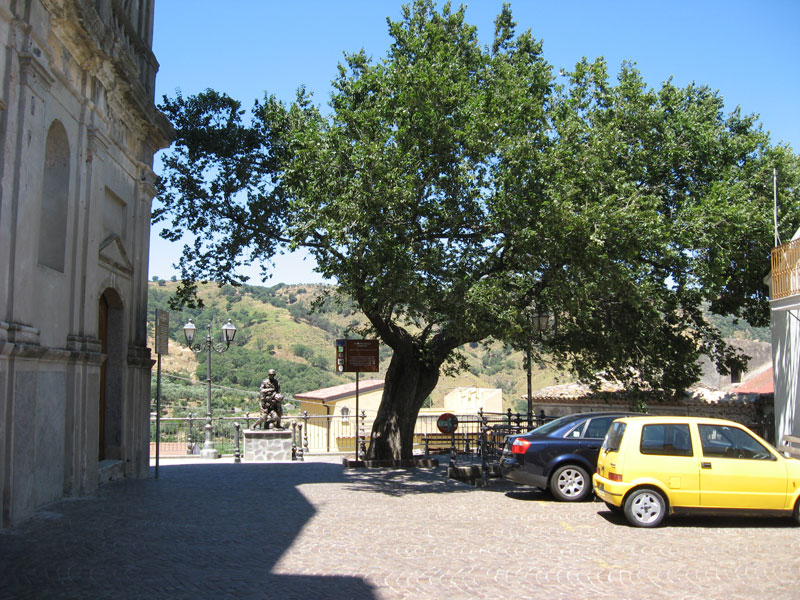
Albero della Libertà

La chiesa parrocchiale, intitolata a Maria SS. Immacolata, ricostruita dopo il sisma del 1783, conserva una tela del Seicento, raffigurante la Madonna del Rosario attribuita ad Ippolito Borghese, arredi sacri ed ostensori in argento del settecento.
Piazza Immacolata, invece, rappresenta per Montepaone Centro il principale luogo d'incontro; a renderla particolarmente suggestiva e significativa c'è l'"Olmo", un albero che per i montepaonesi ha un'enorme valenza storico-sociale: esso rappresenta l'Albero della libertà, piantato quale simbolo della breve parentesi della Repubblica Partenopea.
Fu piantato nel 1799 non solo in Piazza Immacolata ma anche in altre vie, a testimonianza dell'adesione della municipalità montepaonese alla Repubblica Partenopea.
Per negligenza ed incuria degli altri esemplari oggi non c'è traccia.
Come non vi è segno delle fontane in ghisa che rappresentavano, un tempo il punto d'incontro per le donne che vi andavano a riempire d'acqua le brocche.
Il pavone e l'olmo, a giusta ragione, sono gli emblemi del paese.
Il 9 luglio 2008, a causa di una forte tempesta di vento, un grande ramo dell'Albero della libertà di Montepaone si è spezzato: questo ha causato un immenso danno all'Olmo che sta ormai perdendo tutta la sua vitalità. Il 14 dicembre 2008, un'altra forte tempesta di vento ha quasi completamente distrutto la pianta.
Dopo lunghe battaglie mediatiche di un comitato capeggiato dall'architetto Aurelio Tuccio l'olmo è balzato agli onori della cronaca nazionale, successivamente, coadiuvati dall'amministrazione comunale, da imprese locali e da un fondo raccolto a Rho (MI) da emigranti montepaonesi, all'Albero è stata data una degna sistemazione e, di recente, adottato dall'A.N.U.T.E.L. (Associazione Nazionale Uffici Tributi Enti Locali) che l'ha affidato alle esperti mani dell'agronomo Luciano Chiarella di Catanzaro.

## Società

### Evoluzione demografica
Abitanti censiti

### Religione

#### Santo patrono
Il santo Patrono di Montepaone, è san Felice martire, soldato della Legione tebea, composta in gran parte da cristiani al comando di san Maurizio, reclutati nell'alto Egitto.
Secondo la leggenda, si narra che nella zona marina di Montepaone, precisamente nell'attuale località Sajinaro (Sanguinario), durante il passaggio dei soldati diretti verso il nord dell'Italia si svolse una lunga battaglia tra Romani e un esercito di dubbia provenienza, nell'esercito romano vi era san Felice e la cruenta battaglia si dilungò per un'intera giornata, e arrivato quasi il tramonto, i Romani stavano per arrendersi in quanto mancavano le forze per poter vincere tale evento bellico. Quando stava per compiersi la sconfitta, il futuro martire avrebbe implorato Dio esclamando a gran voce: «O mandi, o vieni, o il sol trattieni!» A queste parole, il sole che volgeva al tramonto, si fermò, e grazie a ciò i romani poterono resistere giusto il tempo per l'arrivo dei rinforzi, grazie ai quali la battaglia venne vinta.
La leggenda vuole che d'estate quando il sole volge al tramonto illuminando il costone della "Maglia", si fermi a lungo prima di tramontare, in ricordo di quell'evento prodigioso che ebbe da protagonista il santo patrono.
Il patrono di Montepaone, secondo alcuni racconti tramandati verbalmente, doveva essere san Francesco di Paola verso il quale la popolazione montepaonese nutre una particolare devozione, il quale fu detronizzato, in quanto si volle affidare la protezione dell'intero comune a san Felice martire.
Nella chiesa parrocchiale di Montepaone Centro, si conserva una statua lignea a mezzo busto (la quale viene portata in processione la prima domenica di agosto, anche se la festa patronale è legalmente istituita per il 12 agosto), con petto reliquiario, raffigurante san Felice in veste di soldato e martire, la palma e il libro sono segni identificativi del martirio.
Si conserva anche un reliquiario a forma di braccio, ove all'interno vi sono delle ossa umane di un'ulna e la tradizione vuole che quelle ossa appartengano a san Felice.
Nella frazione Lido, si festeggia san Giovanni Battista. Negli anni si è radicata l'errata convinzione che san Giovanni Battista sia patrono di Montepaone Lido, ma tale situazione non trova fondamento, in quanto per decreto vescovile, il santo patrono di Montepaone è san Felice martire. San Giovanni Battista è solo titolare dell'omonima parrocchia.

## Cultura

### Cucina
Prodotti tipici della cucina locale sono:
- le cuzzupe, dolci pasquali
- le pittinepite, in italiano nepitelle, dolci pasquali;
- le zeppole, mangiate nel giorno di santa Lucia e di san Giuseppe;
- le mastazzole ovvero i Mostaccioli;
- la cupeta, tipico torrone montepaonese, ormai di produzione anche in vari panifici e laboratori artigiani delle zone limitrofe.
- i fichi secchi, ovvero i fichi essiccati.

### Eventi
- Montepaone Centro - Festa di Gesù Bambino - visita delle famiglie con la statua del Bambinello - 1º gennaio
- Montepaone Centro - 8 marzo - festa votiva dell'Immacolata Concezione che si celebra dal 1783
- Montepaone Centro - Venerdì Santo - al mattino: processione per le vie del paese con la statua dell'Ecce Homo, processione "'a la storta" con la Croce, Gesù morto('a Naca) e la Vergine Addolorata;
- Montepaone Centro - Festa di San Felice Martire Patrono - prima domenica di agosto
- Montepaone Centro - Festa di San Francesco da Paola - seconda domenica di agosto
- Montepaone Fraz. Lido - Festa di San Giovanni Battista - 22, 23, 24 giugno

## Geografia antropica

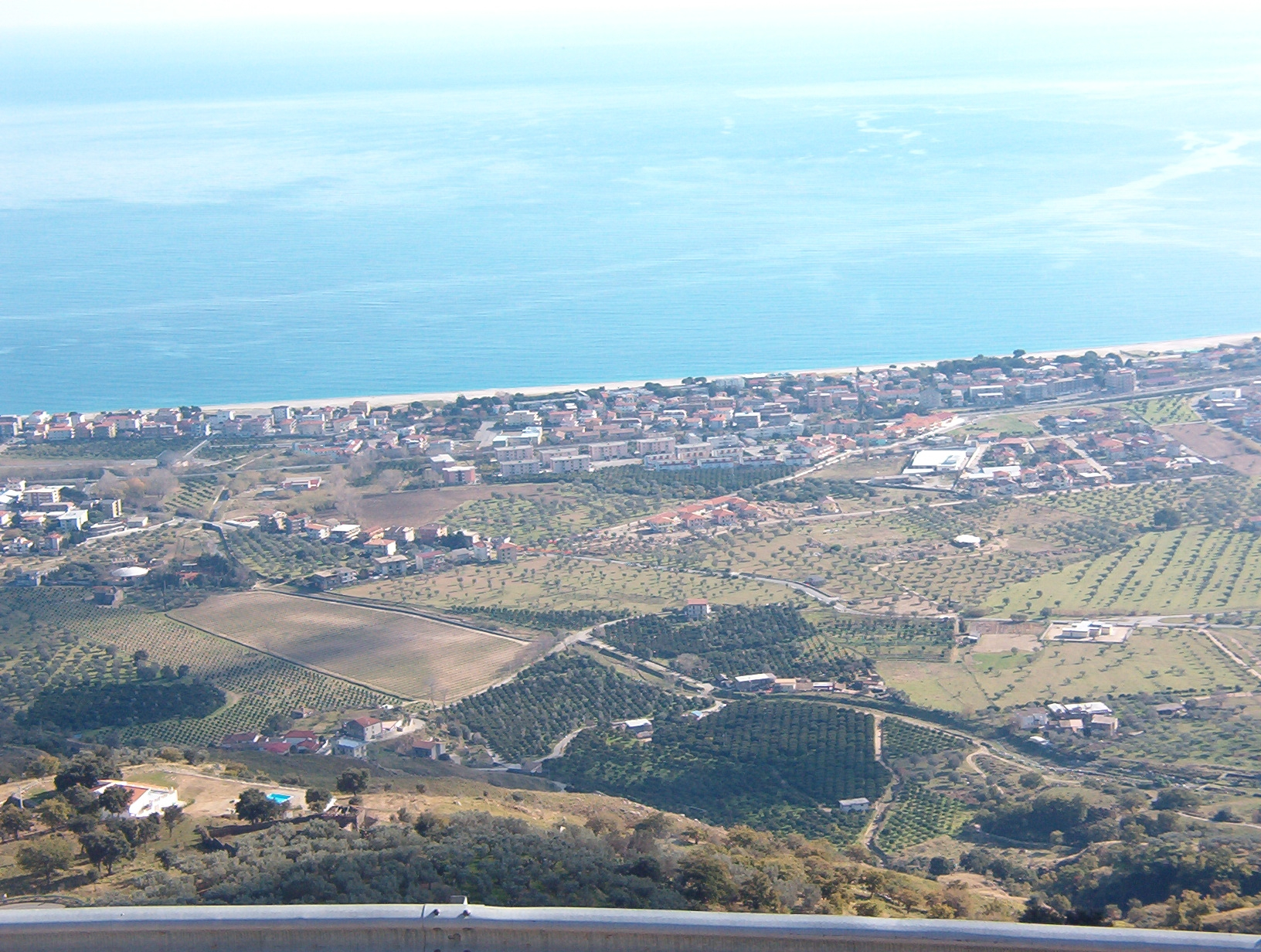
Panorama di Montepaone Lido

### Frazioni

#### Montepaone Lido
A circa 7 km, sul litorale ionico, si incontra la moderna Montepaone Lido, cresciuta a partire dalla coltura di Muscettola inizialmente localizzata nell'areale della stazione ferroviaria. Quest'ultima con la sua antistante piazzetta, sul finire degli anni '60 caratterizzava il minuscolo nucleo iniziale composto da un bar, un emporio di generi vari e pochissime case per lo più lungo le due direttrici principali corrispondenti alle attuali provinciali per Soverato e per Montepaone-Montauro-Gasperina. Lungo quest'ultimo asse, l'attuale Via Mazzini, è localizzata la chiesetta di San Giovanni Battista, fatta costruire nel 1928 da Giovanni Catuogno, giunto da Napoli per amministrare il latifondo.
Negli ultimi 30 anni lo sviluppo è dilagato interessando le zone del Casinello e del Piano Sajnaro nei pressi del Centro Commerciale Le Vele, e la Località Currije ai confini con la frazione Pilinga di Gasperina, unendosi di fatto alle altre frazioni di Montepaone che sono Sant'Angelo, Timponello, Montagnola e Frabotto Mannesi.
Montepaone Lido, oggi, con ufficio postale, sede della BCC (Banca di Credito Cooperativo di Montepaone) e la delegazione municipale, è diventata un centro turistico all'avanguardia dotato di innovative attrezzature alberghiere e ricettive che, in quanto a posti letto, la pongono ai vertici regionali, meta nel periodo estivo di un gran numero di turisti italiani e stranieri.
Una pianura estesa, temperature miti tutto l'anno, aria salubre, grandi e bianche spiagge, un mare limpido con un fronte di 3,00 km., sono le eccellenze all'origine della straordinaria crescita.
A Montepaone Lido, secondo il sito seatemperature.info/it «La stagione balneare dura da giugno a novembre. Durante questo periodo la temperatura dell'acqua non scende sotto i 20 °C e quindi adatto per il nuoto confortevole. La temperatura media dell'acqua in inverno raggiunge i 15 °C, in primavera 16 °C, in estate la temperatura media sale a 25 °C e in autunno è di 23 °C. (..) La temperatura dell'acqua a Montepaone Lido oggi è 27 °C. Dall'analisi di nostri dati storici per un periodo di 10 anni, in questo giorno il mare più caldo è stato registrato nel 2012 ed era di 28 °C, e il mare più freddo è stato registrato nel 2014 ed era 25.8 °C. (…) La temperatura media dell'acqua di mare ad agosto a Montepaone Lido è di 26.7 °C, la temperatura minima è di 25.1 °C e quella massima di 28.3 °C.»

## Economia
Lo studio delle attività produttive e delle antiche tecniche artigiane assegna ai montepaonesi la sapiente arte di intrecciare il vimini per creare il tipico cestino detto Crivu, e di confezionare un torrone tipico ed esclusivo:  la Cupeta, composto di sesamo, miele, farina e vino cotto.
Da non dimenticare, poi l'arte del ricamo, tradizionalmente diffusa per preparare la "dote" cioè il corredo, e l'arte della tessitura.
La seta veniva prodotta in loco perché, un tempo, vi si allevava il baco, anche il lino era un filato molto usato.
Le attività produttive principali sono: l'agricoltura, specialmente frutta verdura e olive, l'artigianato, l'allevamento, la pesca. Il turismo resta la principale fonte economica per Montepaone data la presenza del mare.

## Infrastrutture e trasporti
Montepaone è servita dalla Strada statale 106 Jonica.

## Amministrazione
| Periodo        | Periodo        | Primo cittadino   | Partito      | Carica                  | Note |
| -------------- | -------------- | ----------------- | ------------ | ----------------------- | ---- |
| 1950           | 1975           | Antonio Rattà     | lista civica | Sindaco                 |      |
| 1975           | 1999           | Francesco Galati  | lista civica | Sindaco                 |      |
| 1999           | 2001           | Pantaleone Grande | lista civica | Sindaco f.f.            |      |
| 14 maggio 2001 | 15 maggio 2011 | Massimo Rattà     | lista civica | Sindaco                 |      |
| 16 maggio 2011 | 18 luglio 2014 | Francesco Froio   | lista civica | Sindaco                 |      |
| 18 luglio 2014 | 31 maggio 2015 | Laura Rotundo     | Nessuno      | Commissario prefettizio |      |
| 1º giugno 2015 | "in carica"    | Mario Migliarese  | Lista civica | Sindaco                 |      |